# Billard de Sinaï

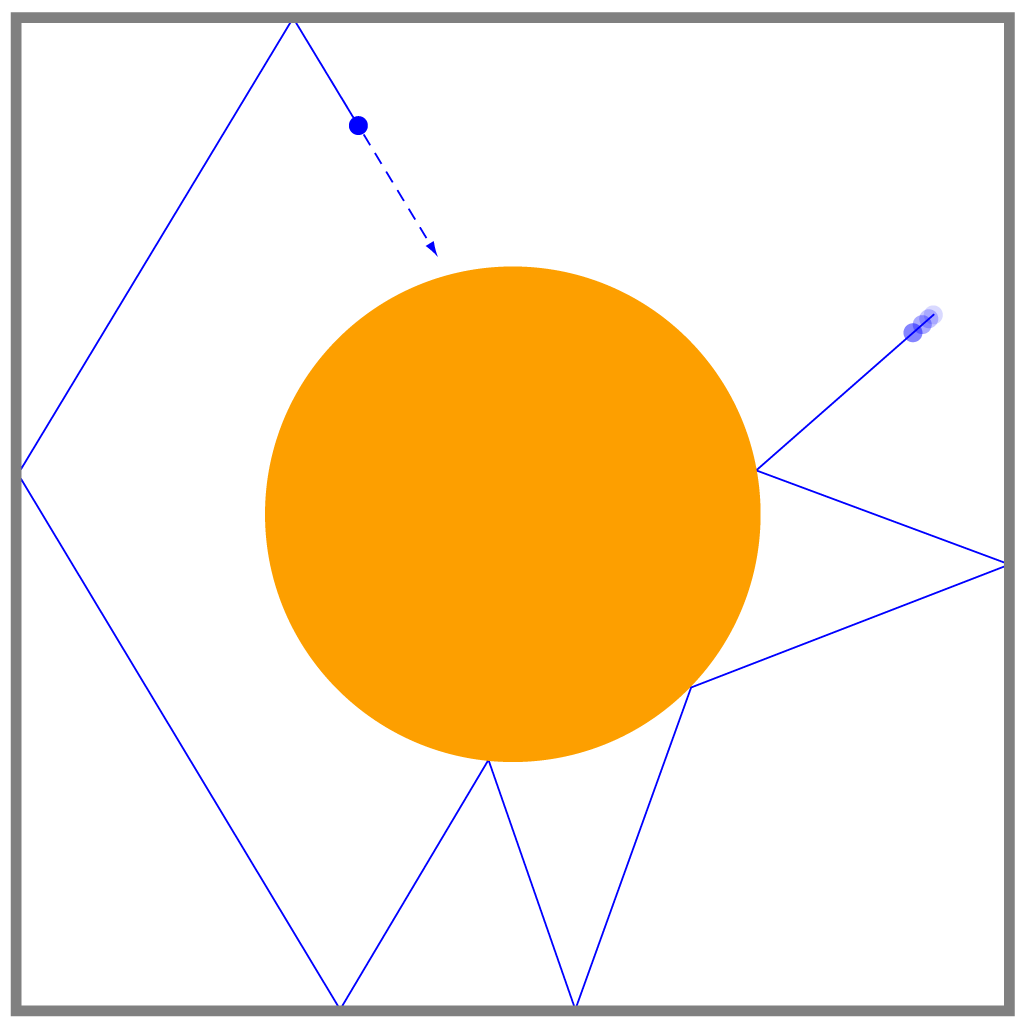
Début de trajectoire dans un billard de Sinaï.

Le billard de Sinaï - du nom du mathématicien russe Iakov Sinaï - est un billard à deux degrés de liberté très simple à décrire, et qui présente des propriétés chaotiques intéressantes.
La table du billard de Sinaï est un carré de côté a au centre duquel a été placé un obstacle circulaire de rayon R < a. La table est plate, sans courbure, et placée horizontalement dans le champ de pesanteur uniforme. Le référentiel du laboratoire étant supposé galiléen, un point matériel se déplaçant sans frottements sur ce billard est un système conservatif qui effectue un mouvement rectiligne uniforme entre deux collisions avec les frontières. Lorsque le point matériel rencontre une frontière (le bord du carré, ou le bord de l'obstacle circulaire situé au centre), il subit un choc élastique.

## Origine du modèle
Le « gaz de sphères dures » est le système princeps de la mécanique statistique, étudié dès les origines par les pères fondateurs Maxwell et Boltzmann. On considère N atomes, modélisés par des sphères dures impénétrables, confinés dans une enceinte, interagissant seulement par collisions mutuelles ou avec les parois du récipient (interactions de contact). Pour un gaz macroscopique, le nombre N d'atomes est de l'ordre de grandeur du nombre d'Avogadro. Afin de justifier les fondements de la mécanique statistique, Boltzmann avait introduit une « hypothèse ergodique » qui a longtemps semblé impossible à démontrer rigoureusement.
Le billard de Sinaï émerge de l'étude de la dynamique du plus simple des gaz de « sphères dures » : le gaz composé seulement de deux atomes évoluant dans une enceinte bidimensionnelle. Les deux « disques durs » (nous sommes en dimensions 2) évoluent à l'intérieur d'un domaine plan carré, les disques subissant chacun des collisions élastiques sur les bords du carré, ainsi que des collisions mutuelles. En éliminant les degrés de liberté du centre de masse, cette dynamique se réduit à celle du billard de Sinaï. Ce modèle de deux particules en interaction par collisions est parfois appelé « gaz de Lorentz ».

## Propriétés du modèle
Le billard de Sinaï est un prototype de système hamiltonien qui exhibe des propriétés chaotiques intéressantes : il est en effet ergodique. Il possède même un exposant de Lyapounov positif, signe du phénomène de sensibilité aux conditions initiales.
La grande contribution de Sinaï avec ce modèle a été de montrer que l'ensemble classique de Boltzmann-Gibbs pour un gaz parfait est essentiellement le plus chaotique des billards d'Hadamard (en).